# مقاطعة هود ريفير (أوريغون)
مقاطعة هود ريفير (بالإنجليزية: Hood River County)‏ هي إحدى مقاطعات ولاية أوريغون في الولايات المتحدة الأمريكية.

## أعلام
- سامي كارلسون